# Fructose-intolerantie
Erfelijke fructose-intolerantie, fructosemie of fructosevergiftiging is een erfelijke aandoening, veroorzaakt door het ontbreken van een enzym in de lever dat de stofwisseling van fructose regelt.

## Symptomen
Wanneer fructose wordt gegeten, volgen symptomen zoals braken, hypoglykemie, geelzucht, hemorrages, hepatomegalie (vergrote lever), hyperurikemie (verhoogd gehalte van urinezuur) en uiteindelijk het stoppen van de nierfunctie.

## Oorzaak
Het ontbrekende enzym is aldolase-B, dat fructose-1-fosfaat omzet in dihydroxyacetonfosfaat en glyceraldehyde. Hierdoor kan de fructose niet verder omgezet worden dan fructose-1,6-bifosfaat. Dit houdt fosfaten vast, welke nodig zijn voor de fosforylering van glycogeen fosforylase, dat glucose-1-fosfaat uit glycogeen vrijmaakt (glucose-1-fosfaat wordt omgezet naar glucose-6-fosfaat, en dan gedefosforyleerd naar glucose).
Verder speelt aldolase-A een belangrijke rol in gluconeogenese, dat glyceraldehyde-3-fosfaat en DHAP omzet in fructose-1,6-bifosfaat. Glucose kan nog wel worden vrijgemaakt uit glycogeen, maar niet via gluconeogenese, wat ernstige hypoglykemie tot gevolgen kan hebben.

## Veel voorkomende tekenen
- Het weigeren van, of hekel hebben aan, veel soorten fruit, groenten, snoep, en gebakken etenswaren.
- Een voorliefde voor snoep op base van dextrose.
- Meest gedronken dranken zijn: melk, water, ongezoete thee, ongezoete koffie.
- Misselijkheid, een rillerig gevoel en/of ernstige duizeligheid kort na het consumeren van fructose of sucrose.
- Pijn in de nieren, hypoglykemie, rillingen, een zwak gevoel, moeheid en weinig focus op de buitenwereld een paar uren tot enkele dagen na het consumeren van fructose tot sucrose.
- Een neiging tot eetbuien van "veilig" eten na het consumeren van fructose. Veilig voedsel kan zuivel, chips, pasta en rijst omvatten.

## Behandeling
Behandeling is door middel van een fructosevrij dieet, wat een goede prognose vormt als eraan gehouden wordt.
Dit dieet wordt best opgevolgd of gegeven door een diëtist(e) om verwarring en misverstanden te voorkomen.

## Verwante aandoeningen
Erfelijke fructose-intolerantie moet niet verward worden met fructosemalabsorptie. Deze laatste aandoening stond vroeger bekend als diëtaire fructose-intolerantie, een tekort aan fructosetransportenzym in de enterocyten, wat tot abnormale opzetting van de buik, diarree en/of constipatie.